# John Conness

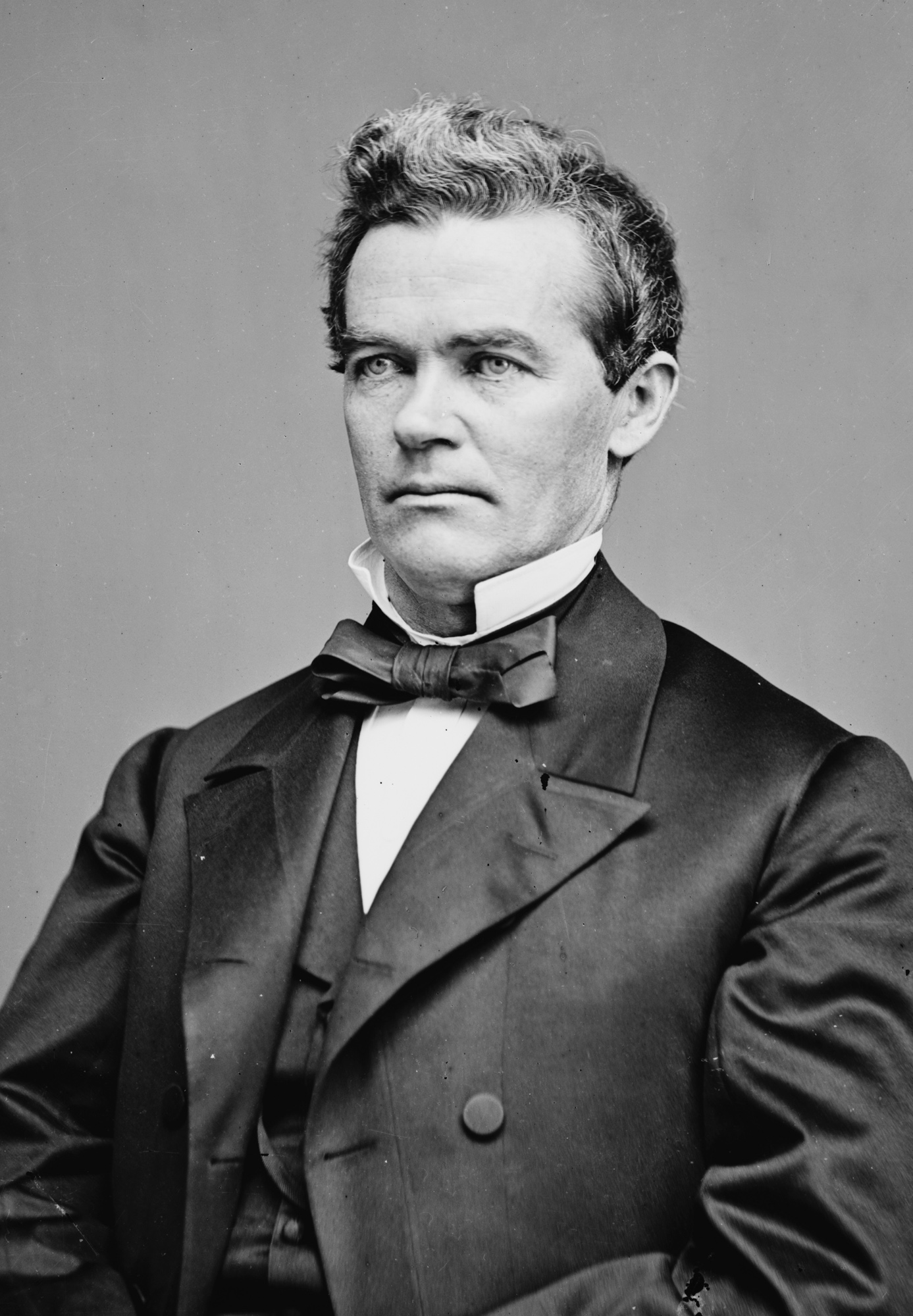
John Conness in de jaren 1850 of 60.

John Conness (County Galway, 22 september 1821 – Boston, 10 januari 1909) was een Iers-Amerikaans zakenman en politicus.

## Leven en werk
Conness kwam als 15-jarige Ier in de Verenigde Staten aan, waar hij als pianomaker en koopman aan de slag ging. In 1849 trok hij naar Californië op zoek naar goud en avontuur. Conness werkte zich op korte tijd op in de Democratische Partij in Californië en diende als vertegenwoordiger in het Assembly in 1853-54 en 1860-61. Hij werd in 1859 voorgedragen als kandidaat-luitenant-gouverneur en in 1861 als kandidaat-gouverneur. Na zijn nederlaag werd hij voorgedragen om Californië vanaf 1863 in de Senaat te vertegenwoordigen. Conness werd een Republikein en bouwde een goede band op met president Abraham Lincoln. Hij stemde onder andere voor de afschaffing van slavernij. Zijn grootste verwezenlijking als senator was de bescherming van de Yosemite Valley en de Mariposa Grove in Californië, de basis voor het latere Yosemite National Park. Na de Amerikaanse Burgeroorlog, aan het begin van de zogenaamde Reconstructie, pleitte Conness voor Chinese immigratie en burgerrechten, wat hem helemaal niet populair maakte bij zijn kiezers. In 1869 liep zijn ambtstermijn af en verhuisde Connes naar Boston, het hart van de Iers-Amerikaanse gemeenschap. Hij leefde er tot zijn dood in 1909.
Mount Conness werd – tijdens Conness' leven – naar hem vernoemd, als erkenning van zijn inzet voor Yosemite.